# Шахта имени С. М. Кирова (Макеевка)
Шахта имени С. М. Кирова — шахта в Советском районе города Макеевка в окупированной части Донецкой области, Украина, в настоящее время разрабатывается обособленным подразделением ГП «Макеевуголь», образована объединением шахт  № 1 «Кирова» и «Кировско-Западной». Шахта расположена в пределах Донецко-Макеевского геолого-промышленного района.

## История
Шахта № 1 «Кирова» была введена в эксплуатацию в 1955 году. Её производственная мощность планировалась на уровне 100 тыс. тонн в год. Шахта «Кировская-Западная» была введена в эксплуатацию в 1948 году. Её производственная мощность планировалась на уровне 99 тыс. тонн в год. В 1999 году поддельные 5 очистных забоев, из них четыре — комплексно-механизированные и один забой оснащён стругов прибором[чем?].
Шахта как подразделение  ГП «Макеевуголь» была образована 7 февраля 1996 года на базе шахтоуправления, в состав которого входили Шахта № 1 «Кирова» и Шахта «Кировская — Западная».

## Общие данные
Проектная мощность — 600 тыс. тн угля в год.

Установленная производственная мощность на 01.01.2006 г. — 600 тыс. тн угля.

Уровень освоения производственной мощности за 6 месяцев 2006 года — 55,3%.

Год последней реконструкции шахты — 2008 год.

Промышленные запасы на 01.01.2006 г. составляют — 20,3 млн. тн.

Промышленные запасы по разрабатываемым пластам на 01.01.2006 г. — 13,5 млн. тн.

Шахтное поле вскрыто 6 вертикальными, 3 наклонными стволами и шурфом.

Протяженность подземных выработок 75/78 км (1999/2008).

Максимальная глубина 575 м (2008).
Шахтой разрабатываются: пласт hв10 мощностью 0,94-1,09 м, пласт l1 мощностью 0,96-1,05 м.

Марка угля — К, Т.

Шахта им. С. М. Кирова входит в ГП «Макеевуголь».

Находится в Советском районе города Макеевка.

## Аварии
Шахта «Кировская-Западная» считается опасной по внезапным выбросам метана. Все пласты опасные по взрывам и пыли.

### 5 мая 2001 года
05.05.2001 года произошел взрыв метано-воздушной смеси. Погибли 10 горняков и 37 пострадали.

#### 23 августа 2009 года
23.08.2009 произошел взрыв газа во время ведения монтажных работ на участке подготовительных работ 1-й восточной лавы пласта H10 «Верхний». Восемь человек погибли, еще 19 госпитализированы с травмами различной степени тяжести.